# Serge Savard
Pour les articles homonymes, voir Savard.
Temple de la renommée : 1986
Serge Aubrey Savard, O.C. (né le 22 janvier 1946 à Montréal, dans la province de Québec, au Canada) est un joueur canadien de hockey sur glace qui évoluait à la position de défenseur.

## Biographie
Serge Savard est né à Montréal, mais il grandit à Landrienne en Abitibi-Témiscamingue. Lorsqu'il allait au Collège de Rouyn-Noranda, il fut découvert par le Prof Caron alors qu'il était âgé d'une quinzaine d'années.

## Carrière

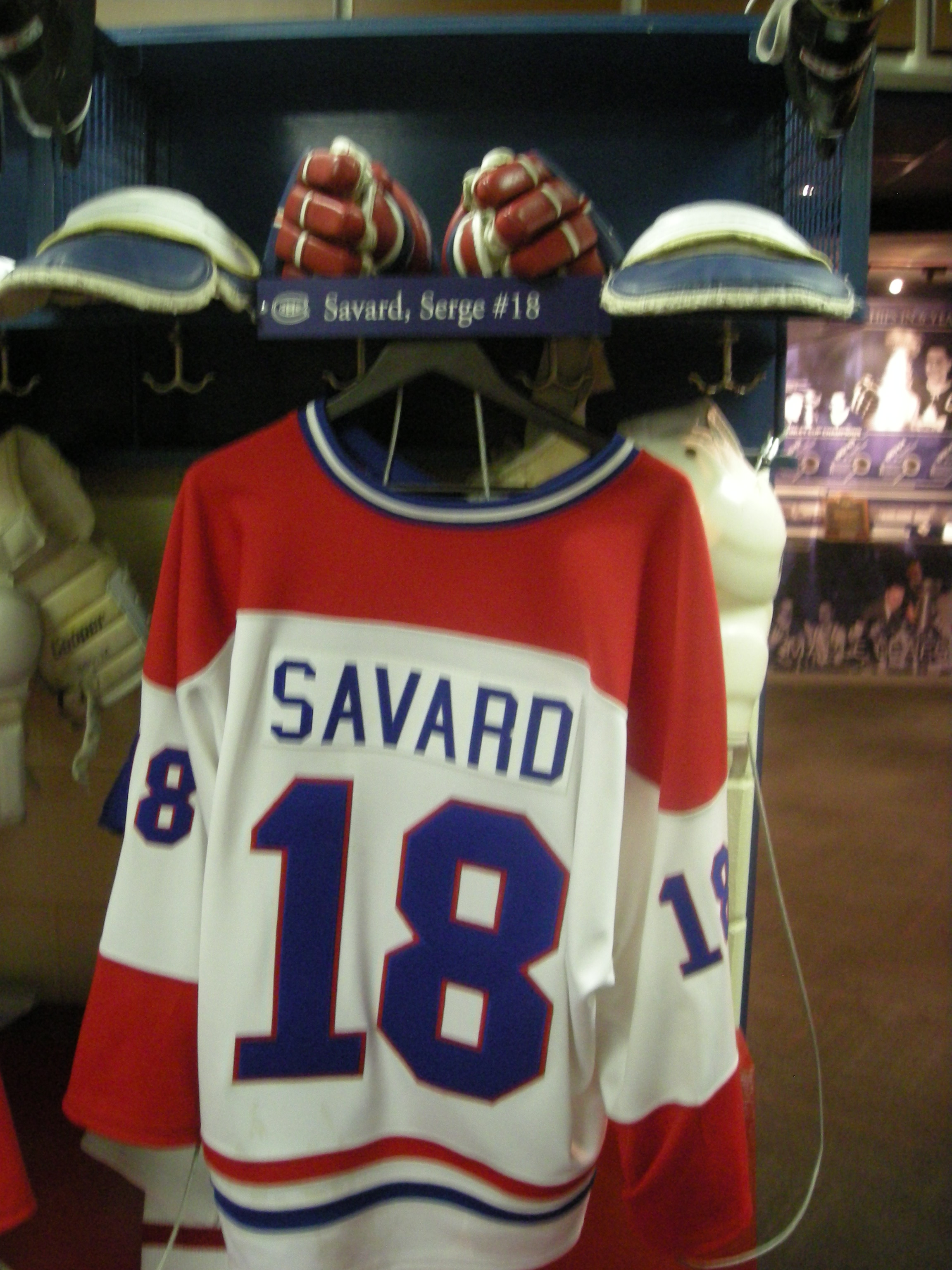
À titre d'hommage, son numéro de chandail (18) est retiré par l'organisation des Canadiens de Montréal en 2006.

Il joue avec le Canadien junior de Montréal, puis avec les équipes professionnelles mineures des Knights d'Omaha et des Apollos de Houston. Il fait ses débuts dans la Ligue nationale de hockey avec les Canadiens de Montréal en 1966. Il est aussi un homme d'affaires local, et on le surnomme le Sénateur.
En dix-sept saisons avec le Canadien, Savard joue huit fois pour l'équipe qui gagne la coupe Stanley. En 1969, lorsque le Canadien remporte le championnat pour la deuxième fois de suite, on lui remet le trophée Conn-Smythe, qui le désigne joueur le plus utile lors des éliminatoires. Il mène les Canadiens à des victoires au championnat aux années 1971, 1973, 1976, 1977, 1978 et 1979. En 1979, il gagne le trophée Bill-Masterton pour sa persévérance et son dévouement pour le hockey. Serge termine sa carrière avec les Jets de Winnipeg de 1981 à 1983, quittant la glace en 1983. Le Canadien de Montréal a retiré son chandail numéro 18 le 18 novembre 2006.

## Carrière après le jeu
Après sa retraite en tant que joueur, Savard devient directeur général des Canadiens. Il permet à son équipe de gagner la coupe Stanley en 1986 et en 1993.
En 1994, on l'honore au titre d'Officier de l'ordre du Canada. En 2004, il est décoré Chevalier de l'Ordre national du Québec. Il a présidé les festivités de la fête du Canada à Montréal pendant 8 ans. Il a vécu quelques années à Saint-Bruno-de-Montarville. Serge Savard a été le propriétaire de l'hôtel Marriott Château Champlain de Montréal.
Le 7 avril 2009, Savard confirme qu'il voudrait devenir propriétaire des Canadiens de Montréal si George Gillet décide de vendre l'équipe en raison de problèmes financiers. Quand les frères Molson se disent intéressés par l'achat, Savard et son groupe se retirent de la course.
En septembre 2010, il devient le président de la Corporation des étudiantes et étudiants athlètes de l’Université de Sherbrooke. Il est très présent sur le campus dans les activités des dix équipes du Vert et Or, et supporte les bourses d'études pour des athlètes masculins et féminins de l'Université de Sherbrooke .
Le 29 mars 2012, Serge Savard est nommé conseiller dans la recherche du prochain directeur général du Canadien de Montréal par Geoff Molson.
Le 2 avril 2015, il devient Docteur d'honneur de l'Université de Sherbrooke.

## Statistiques
Pour les significations des abréviations, voir Statistiques du hockey sur glace.
| Saison     | Équipe                      | Ligue      |       | Saison régulière | Saison régulière | Saison régulière | Saison régulière | Saison régulière |    | Séries éliminatoires | Séries éliminatoires | Séries éliminatoires | Séries éliminatoires | Séries éliminatoires |
| Saison     | Équipe                      | Ligue      | PJ    | B                | A                | Pts              | Pun              | PJ               | B  | A                    | Pts                  | Pun                  |                      |                      |
| 1963-1964  | Canadien junior de Montréal | AHO        | 56    | 3                | 31               | 34               | 0                | -                | -  | -                    | -                    | -                    |                      |                      |
| 1964-1965  | Canadien junior de Montréal | AHO        | 56    | 14               | 33               | 47               | 0                | -                | -  | -                    | -                    | -                    |                      |                      |
| 1964-1965  | Knights d'Omaha             | LCHP       | 2     | 0                | 0                | 0                | 0                | 4                | 0  | 1                    | 1                    | 4                    |                      |                      |
| 1965-1966  | Canadien junior de Montréal | AHO        | 46    | 9                | 12               | 21               | 72               | -                | -  | -                    | -                    | -                    |                      |                      |
| 1966-1967  | Canadiens de Montréal       | LNH        | 2     | 0                | 0                | 0                | 0                | -                | -  | -                    | -                    | -                    |                      |                      |
| 1966-1967  | Apollos de Houston          | LHCP       | 68    | 7                | 25               | 32               | 155              | 5                | 1  | 3                    | 4                    | 17                   |                      |                      |
| 1966-1967  | As de Québec                | LAH        | -     | -                | -                | -                | -                | 1                | 0  | 0                    | 0                    | 2                    |                      |                      |
| 1967-1968  | Canadiens de Montréal       | LNH        | 67    | 2                | 13               | 15               | 34               | 6                | 2  | 0                    | 2                    | 0                    |                      |                      |
| 1968-1969  | Canadiens de Montréal       | LNH        | 74    | 8                | 23               | 31               | 73               | 14               | 4  | 6                    | 10                   | 24                   |                      |                      |
| 1969-1970  | Canadiens de Montréal       | LNH        | 64    | 12               | 19               | 31               | 38               | -                | -  | -                    | -                    | -                    |                      |                      |
| 1970-1971  | Canadiens de Montréal       | LNH        | 37    | 5                | 10               | 15               | 30               | -                | -  | -                    | -                    | -                    |                      |                      |
| 1971-1972  | Canadiens de Montréal       | LNH        | 23    | 1                | 8                | 9                | 16               | 6                | 0  | 0                    | 0                    | 10                   |                      |                      |
| 1972-1973  | Canadiens de Montréal       | LNH        | 74    | 7                | 32               | 39               | 58               | 17               | 3  | 8                    | 11                   | 22                   |                      |                      |
| 1973-1974  | Canadiens de Montréal       | LNH        | 67    | 4                | 14               | 18               | 49               | 6                | 1  | 1                    | 2                    | 4                    |                      |                      |
| 1974-1975  | Canadiens de Montréal       | LNH        | 80    | 20               | 40               | 60               | 64               | 11               | 1  | 7                    | 8                    | 2                    |                      |                      |
| 1975-1976  | Canadiens de Montréal       | LNH        | 71    | 8                | 39               | 47               | 38               | 13               | 3  | 6                    | 9                    | 6                    |                      |                      |
| 1976-1977  | Canadiens de Montréal       | LNH        | 78    | 9                | 33               | 42               | 35               | 14               | 2  | 7                    | 9                    | 2                    |                      |                      |
| 1977-1978  | Canadiens de Montréal       | LNH        | 77    | 8                | 34               | 42               | 24               | 15               | 1  | 7                    | 8                    | 8                    |                      |                      |
| 1978-1979  | Canadiens de Montréal       | LNH        | 80    | 7                | 26               | 33               | 30               | 16               | 2  | 7                    | 9                    | 6                    |                      |                      |
| 1979-1980  | Canadiens de Montréal       | LNH        | 46    | 5                | 8                | 13               | 18               | 2                | 0  | 0                    | 0                    | 0                    |                      |                      |
| 1980-1981  | Canadiens de Montréal       | LNH        | 77    | 4                | 13               | 17               | 30               | 3                | 0  | 0                    | 0                    | 0                    |                      |                      |
| 1981-1982  | Jets de Winnipeg            | LNH        | 47    | 2                | 5                | 7                | 26               | 4                | 0  | 0                    | 0                    | 2                    |                      |                      |
| 1982-1983  | Jets de Winnipeg            | LNH        | 76    | 4                | 16               | 20               | 29               | 3                | 0  | 0                    | 0                    | 2                    |                      |                      |
| Totaux LNH | Totaux LNH                  | Totaux LNH | 1 040 | 106              | 333              | 439              | 592              | 130              | 19 | 49                   | 68                   | 88                   |                      |                      |

## Trophées et Honneurs personnels
- Trophée Conn-Smythe - 1969
- Deuxième meilleur joueur de l'année - 1979
- A joué quatre Matchs des étoiles de la LNH
- Trophée Bill-Masterton - 1979
- Reçoit l'Ordre du hockey au Canada en 2015 [12]
- Médaille d'honneur de l'Assemblée nationale, 2015[13]
- Nommé parmi les 100 plus grands joueurs de la LNH à l'occasion du centenaire de la ligue[14] en 2017